# جان بوید اور
جان بوید اور (انگلیسی: John Boyd Orr؛ ۲۳ سپتامبر ۱۸۸۰ – ۲۵ ژوئن ۱۹۷۱) یک دانشمند در زمینه زیست‌شناسی، پزشکی، و تغذیه اهل بریتانیا بود.
وی همچنین برنده جوایزی همچون جایزه صلح نوبل شده‌است.